# Camponotus piceus
Camponotus piceus är en myrart som först beskrevs av Leach 1825.  Camponotus piceus ingår i släktet hästmyror, och familjen myror.

## Underarter
Arten delas in i följande underarter:
- C. p. piceus
- C. p. spissinodis

## Bildgalleri

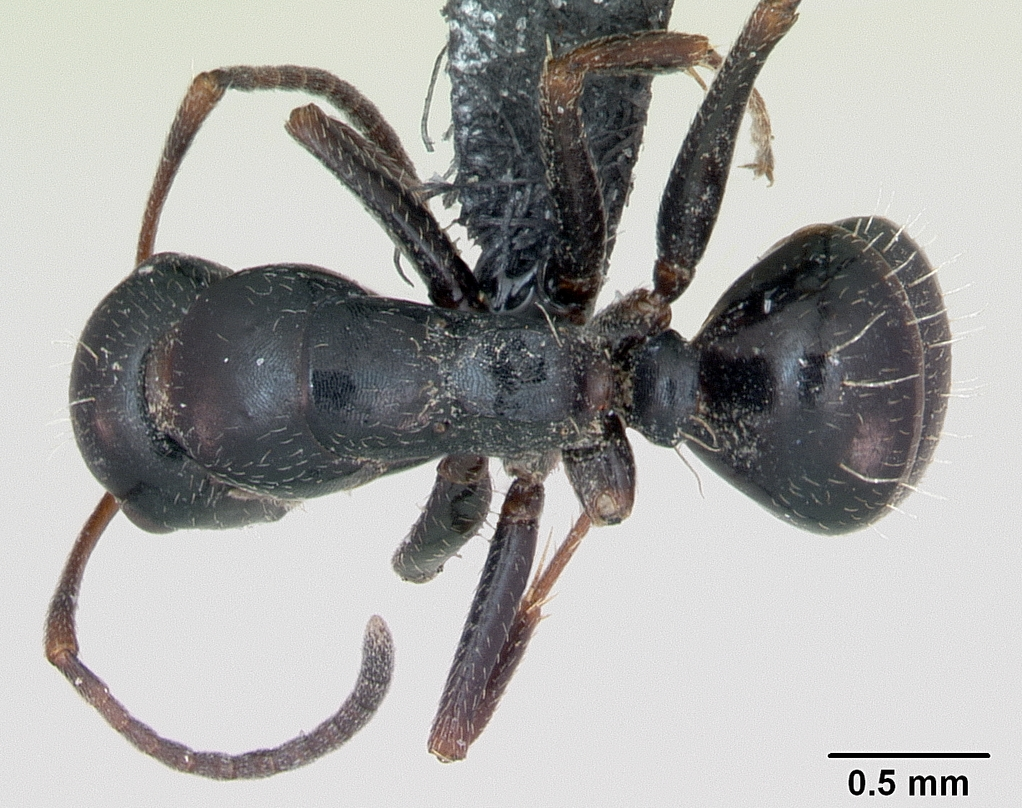
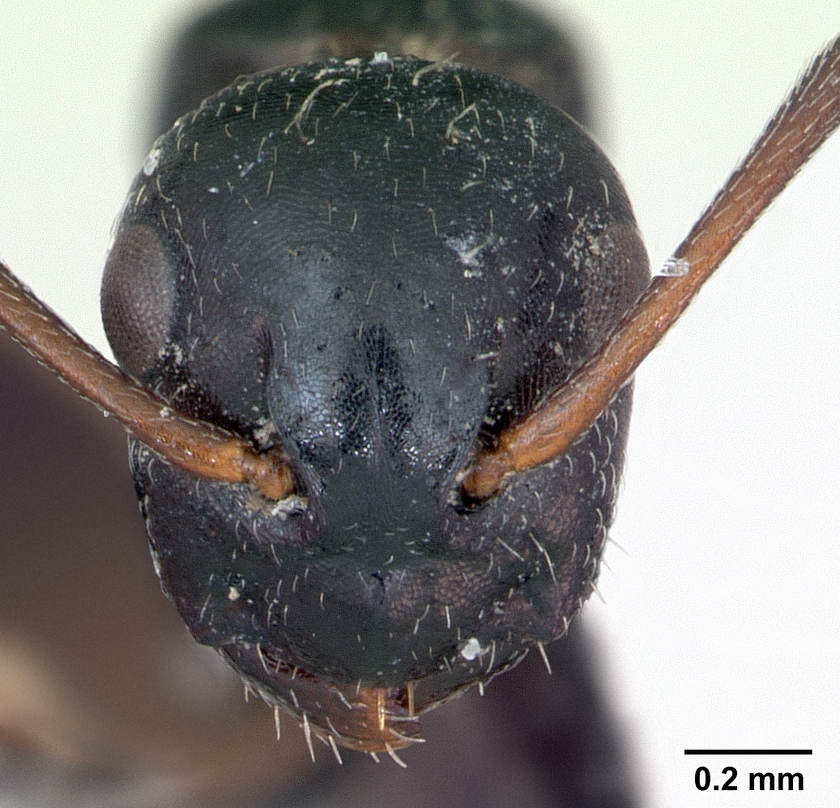
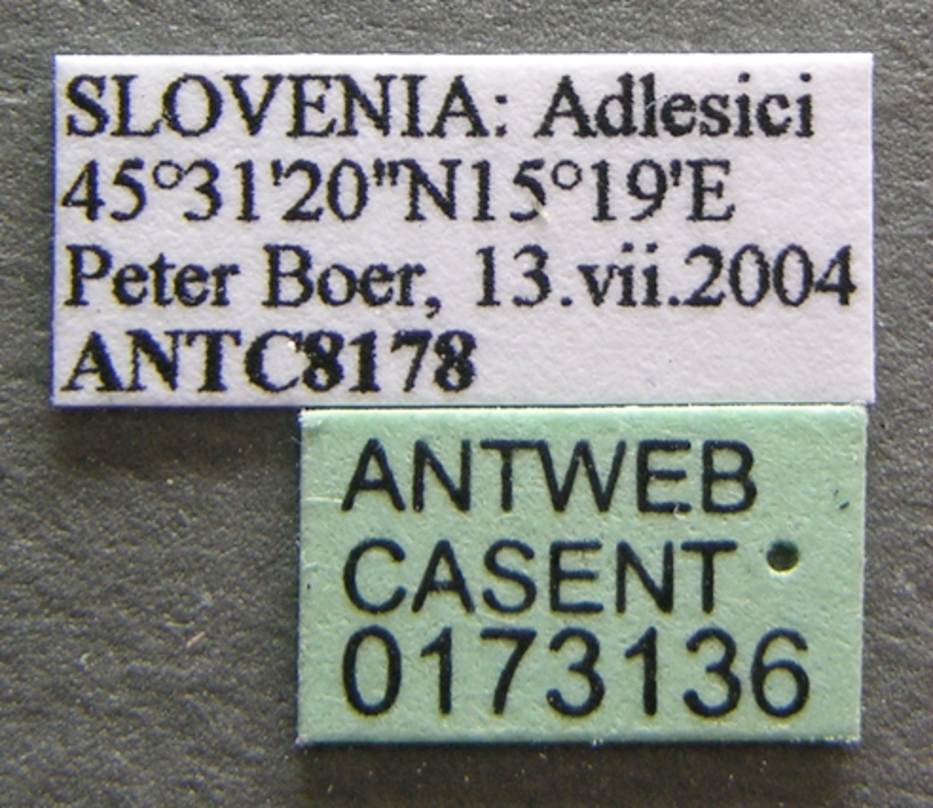
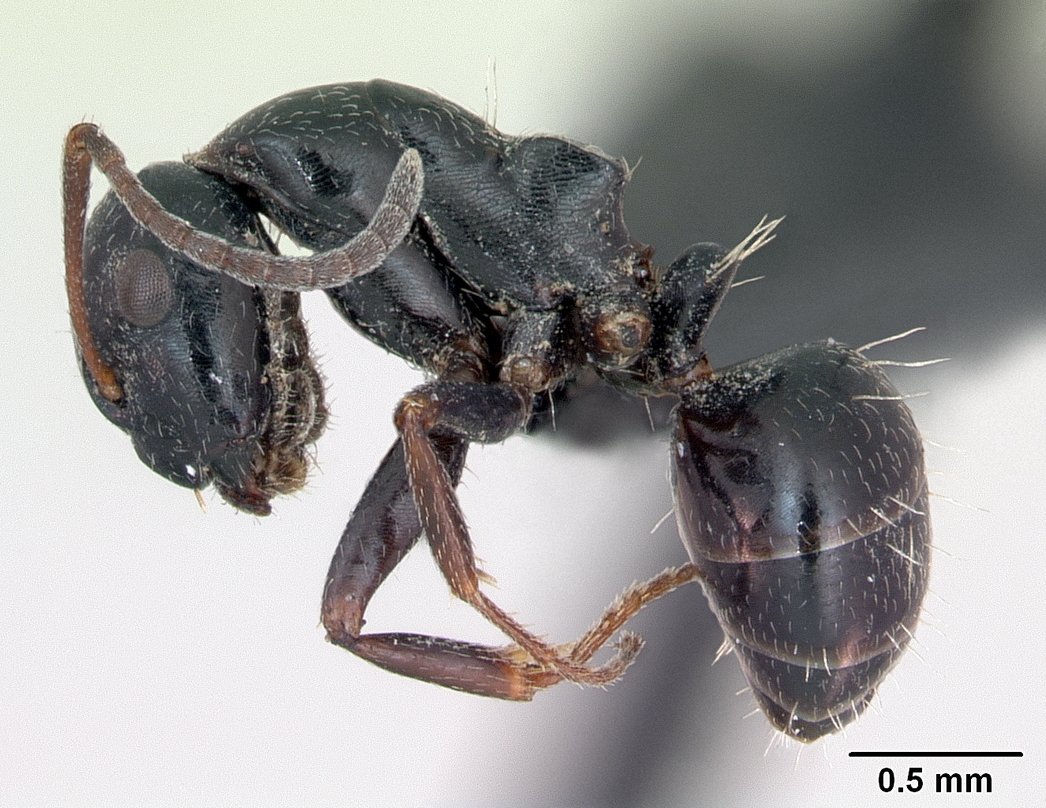